# 卡齐米日·绍斯兰
卡齐米日·绍斯兰（波蘭語：Kazimierz Szosland，1891年2月21日—1944年4月20日），波兰男子马术运动员。他曾代表波兰参加1924年和1928年夏季奥林匹克运动会马术比赛，其中1928年奥运会获得一枚银牌。